# Questione di tempismo
Questione di tempismo (Brillantissime) è un film commedia francese del 2018 diretto da Michèle Laroque. Il film è un adattamento cinematografico dell'opera teatrale My Brilliant Divorce dell'irlandese Géraldine Aron.

## Trama
Una donna viene lasciata dal marito il giorno di Natale. Questa situazione le permette di fare un bilancio della sua vita.

## Distribuzione
Il film ha fatto il suo debutto in Francia il 17 gennaio 2018, distribuito in 375 sale cinematografiche.
Fu trasmesso in prima visione alla televisione francese domenica 31 maggio 2020 su France 2, alle ore 21:05. Si classificò come il secondo programma della serata, totalizzando 3,01 milioni di spettatori, ovvero il 13,4% dell'intero pubblico televisivo.

## Accoglienza

### Critica
Il quotidiano Le Figaro si è mostrato particolarmente aspro nei confronti del film e della sua regista, Michèle Laroque, definendolo una commedia fallita, quasi paragonabile a una "rapa". Anche i critici della rubrica Le Masque et la Plume su France Inter non hanno risparmiato commenti taglienti, descrivendo il film come piatto e privo di spessore. In netto contrasto, Ouest-France, tramite la penna di Emilie Michel, ha osservato che "circondata da un gruppo di amici stravaganti (Gérard Darmon, Pierre Palmade, Michael Youn...), Michèle Laroque offre una commedia tanto demenziale quanto tenera".

### Botteghino
Il film ha attirato 297.436 spettatori nella prima settimana di uscita. In tutto, sono stati 621.586 in Francia e 25.294 all'estero. Nonostante un budget di quasi 6 milioni di euro, i ricavi al botteghino si sono fermati a 5,1 milioni.